# Ferruccio Baffa Trasci
Ferrante Marco Antonio Baffa Trasci (Bisignano, 27 agosto 1590 – Roma, 30 ottobre 1656) è stato un vescovo cattolico, teologo e filosofo italiano.

## Biografia
Ferruccio Baffa Trasci nacque in una famiglia di origine arbëreshë a Bisignano in Calabria nel 1590, figlio primogenito di Pietro Antonio ed Elisabetta Anna Trentacapilli, donna pia e molto religiosa, erede di una famiglia da più secoli ascritta al patriziato locale. Pur essendo il primogenito della famiglia e, dunque, contravvenendo alle regole del maggiorascato, a causa della salute cagionevole venne avviato alla carriera ecclesiastica nel locale Seminario di Bisignano, proseguendo in seguito gli studi a Roma e Napoli.
Fu nella città partenopea che si legò particolarmente alla Compagnia di Gesù divenendo in breve tempo uno dei confessori più vicini a Isabella della Rovere, principessa di Bisignano.

## L'esilio volontario a Proceno
Pur giovanissimo per non essere distolto dai propri studi filosofici si ritirò volontariamente a vita privata, dapprima nella Tuscia e poi ospite nel Castello di Proceno, presso Viterbo di proprietà della nobile famiglia Sforza. Ancora nei primi del XX secolo una lapide marmore posta nella rocca ne ricordava la sua permanenza. Da tale volontario esilio uscì in pochissime occasioni, per lo più per viaggi in Spagna, a Saragozza e Valladolid a capo di missioni diplomatiche presso l'arcivescovo Juan Cebrían Pedro assistito dal nipote Stanislao Baffa Trasci.
Fu durante la reclusione volontaria nella Rocca di Proceno che ebbe modo di conoscere Galileo Galilei ospite nel palazzo durante un suo viaggio verso Roma.

## La morte
Ormai sessantaseienne, dopo esser stato per alcun tempo vescovo ausiliare di Umbriatico, nell'estate del 1656 venne creato Vescovo titolare di Massimianopoli in partibus infidelium da papa Alessandro VII.
Ferruccio Baffa Trasci morì a Roma nell'ottobre dello stesso anno di peste presso il Lazzaretto istituito sull'Isola Tiberina, venendo sepolto in una fossa comune.
Gran Parte dei suoi scritti vennero salvati dai nipoti e riordinati nel XIX secolo dal pronipote Vincenzo Baffa Trasci. Il noto storico romano Giuseppe Tomassetti dedicò un breve saggio sulla sua figura dal titolo Cenno storico sulla vita di S.E. Ferrante Baffa Trasci Illustrissimo Vescovo di Massimianopoli 1590 - 1656.

## Opere
- Traduzione dei Pensieri o Colloqui con se stesso di Marco Aurelio
- Universam Aristotelis philosophiam
- Summa Aristotelicha
- Summa Theologica Dogmatica[5]